# بنزامايسين
البنزامايسين هو هلام (جل) موضعي يحتوي على 5٪ بيروكسيد البنزويل و 3٪ إريثروميسين. وضعت وتصنيعها من قبل مختبرات ديرميك، واستخدامه الرئيسي هو مكافحة حب الشباب. «بنزاميسين» هو دواء يوصف ك وصفة طبية.
تشمل الآثار الجانبية الجلد الجاف، اللدغة، واحمرار، والطفح الجلدي حكة (الشرى)، مع الاستخدام الموصى به هو 2 مرات في اليوم، مرة واحدة في الصباح ومرة واحدة في المساء، أو كما هو موضح من قبل الطبيب. يجب غسل المنطقة المصابة بالصابون والماء الدافئ، وشطفها، وتجفيفها بلطف قبل تطبيق الجل. ينصح باستخدام مرطب الوجه الخالي من الزيوت بالتزامن مع (البنزاميسين).
في 30 مارس 2004 تم إطلاق عن شكل عام من (بنزاميسين) من قبل شركة الأدوية مختبرات أتريكس.

## روابط خارجية
- "Atrix Laboratories, Inc. (ATRX) Receives FDA Approval For Erythromycin/Benzoyl Peroxide" نسخة محفوظة 28 سبتمبر 2007 على موقع واي باك مشين., Biospace.com, 10/19/2005